# Стовер (Мисури)
Стовер (енгл. Stover) град је у америчкој савезној држави Мисури.

## Демографија
По попису из 2010. године број становника је 1.094, што је 126 (13,0%) становника више него 2000. године.
| Група             | 2000.       | 2010.         |
| Белци             | 944 (97,5%) | 1.048 (95,8%) |
| Афроамериканци    | 1 (0,1%)    | 0 (0,0%)      |
| Азијати           | 2 (0,2%)    | 1 (0,1%)      |
| Хиспаноамериканци | 9 (0,9%)    | 24 (2,2%)     |
| Укупно            | 968         | 1.094         |